# Джонс, Зои
Зои Джонс (англ. Zoe Jones; род. 14 января 1980, Суиндон) — британская фигуристка, выступавшая в парном катании с Кристофером Бояджи. Они — четырёхкратные чемпионы Великобритании (2017—2020).
Джонс первую часть карьеры была одиночницей. Дважды завоевала титул чемпионки Великобритании, участвовала в чемпионатах мира и Европы. В возрасте 21 года завершила карьеру. Спустя 14 лет вернулась к соревнованиям, провела один сезон как одиночница, стала вице-чемпионкой страны. После чего перешла в парное катание, где ей составил пару Кристофер Бояджи.

## Биография
Зои Джонс родилась 14 января 1980 года в городе Суиндон, графство Уилтшир. Была в браке с Доди Вудом, позже вышла замуж за Мэттью Уилкинсона. На соревнованиях выступала под фамилиями супругов, с 2017 года выступает под девичьей фамилией. У Джонс трое детей: дочери-близнецы Зара (англ. Zarah) и Зиния (англ. Zinia), сын Зкай (англ. Zkai).

## Карьера

### В одиночном катании
Начала заниматься фигурным катанием в возрасте шести лет. На раннем этапе её тренером была Лесли Норфолк-Пирс. В 1995 году представляла Великобританию на чемпионате мира среди юниоров, закончила турнир на двадцать второй позиции. На следующем юниорском первенстве мира улучшила результат, и финишировала восемнадцатой. Также участвовала в чемпионате мира среди взрослых, завершив выступления на стадии квалификационного раунда.
В октябре 1997 году Зои заняла шестое место на Мемориале Карла Шефера, тем самым добыв для Великобритании олимпийскую квоту в категории одиночниц. При внутреннем отборе на Олимпиаду, Британская олимпийская ассоциация выдвинула дополнительный критерий - определённое количество тройных прыжков на национальном чемпионате. За неделю до соревнований Джонс травмировалась и пропустила остаток олимпийского сезона. Восстановившись после травмы она дебютировала в серии Гран-при на канадском этапе, где расположилась на одиннадцатом месте итогового протокола.
В сезоне 2000/2001 впервые в карьере стала триумфатором чемпионата Великобритании. Этот результат позволил ей выступить на чемпионате Европы и чемпионате мира. В следующем году Джонс совершила четыре падения в прокатах на национальном первенстве, но неудачные выступления других участниц позволили ей сохранить титул чемпионки страны. Федерация фигурного катания Великобритании решила не отправлять Джонс на главные международные старты сезона, после чего она завершила соревновательную карьеру. На протяжении дальнейших десяти лет работала тренером в Канаде.

### Возобновление карьеры
В 2014 и 2015 году принимала участие в турнирах ИСУ среди взрослых-любителей. Спустя четырнадцать лет, в декабре 2015 года возобновила соревновательную карьеру и выступила на британском национальном первенстве, на котором завоевала «серебро», уступив лидеру всего 0,09 балла. В том же сезоне участвовала в международном турнире Triglav Trophy. После короткой программы занимала пятое место, произвольную исполнила более успешно и набрала по её результатам третью сумму баллов. Но этого не хватило, чтобы подняться на пьедестал, Зои финишировала на четвертой строчке судейского протокола. 
В августе 2016 года стало известно, что Джонс перешла в парное катание, где её партнёром стал британский, ранее французский фигурист Кристофер Бояджи. 
Я завершила карьеру 14 лет назад, и вернулась для участия в соревнованиях взрослых-любителей. Но моей постоянной мечтой было парное катание. Когда пара Кристофера [и Амани Фанси] распалась, я написала ему.Зои Джонс
Дебютным турниром новоиспечённой пары стал Мемориал Ондрея Непелы. В следующем сезоне они одержали первую победу на международном уровне, завоевав «золото» Volvo Open Cup, который проходил в Риге. Джонс и Бояджи неоднократно выступали на чемпионатах мира и Европы. Лучший результат был показан в сезоне 2018/2019, тогда на европейском чемпионате они замкнули десятку лучших пар континента. Также пара выступает на этапах Гран-при и турнирах серии «Челленджер». Джонс и Бояджи являются четырёхкратными чемпионами Великобритании, выиграв четыре национальных первенства подряд (2017—2020).
В марте 2022 года пара завершила карьеру. Джонс и Бояджи тренировали детей-беженцев, — семилетнюю Татьяну и шестилетнюю Анну — которые покинули Киев в связи с российским вторжением в Украину.

## Результаты
CS: Challenger Series

### Парное катание

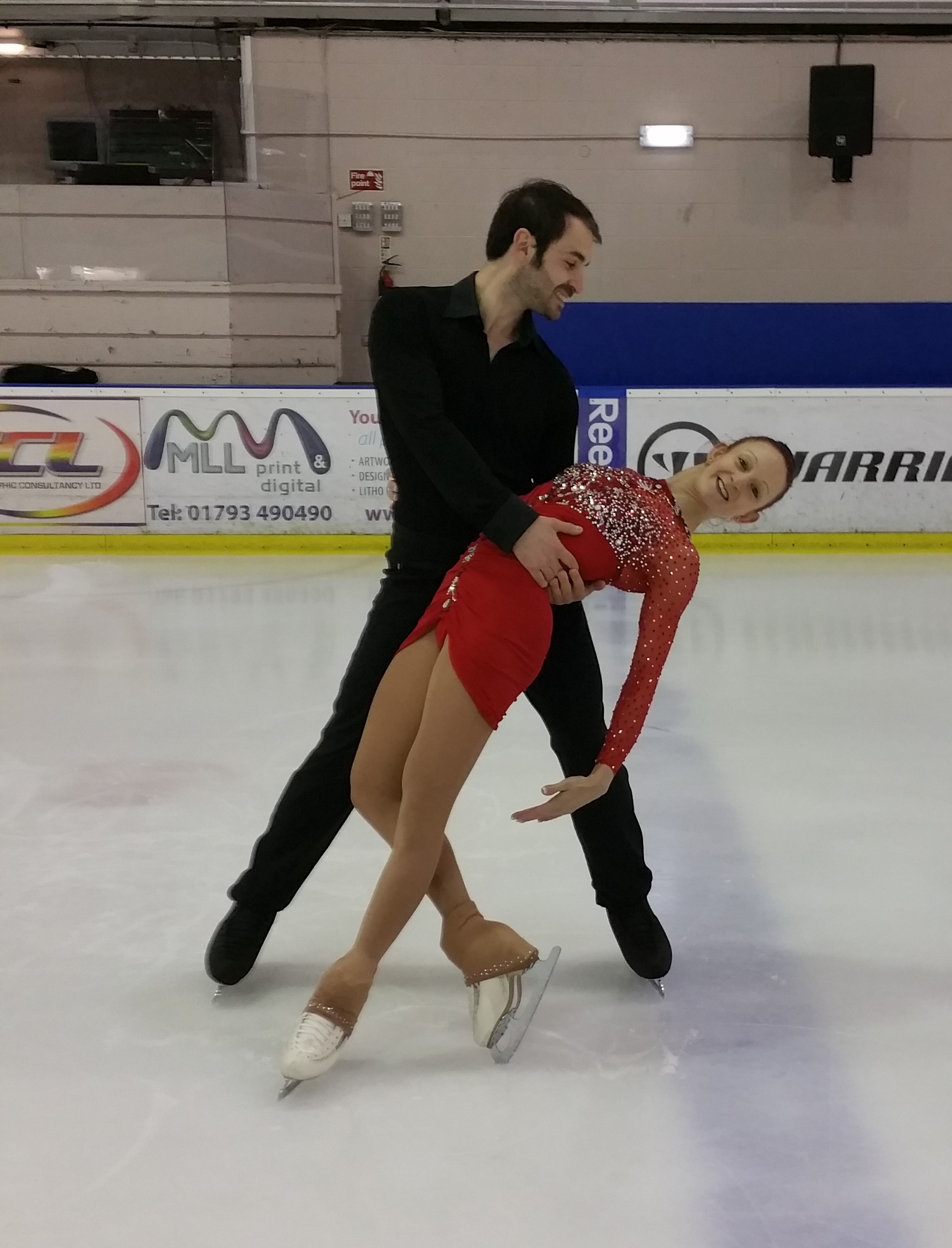
Зои и Кристофер во время тренировки, 2016 год

| Соревнования             | 16/17         | 17/18         | 18/19         | 19/20         | 20/21         | 21/22         |
| Международные            | Международные | Международные | Международные | Международные | Международные | Международные |
| ------------------------ | ------------- | ------------- | ------------- | ------------- | ------------- | ------------- |
| Чемпионат мира           | 26            | 27            | 17            |               | 24            | 10            |
| Чемпионат Европы         | 14            |               | 10            | 12            |               |               |
| Гран-при Канады          |               |               |               |               |               | 8             |
| Гран-при США             |               |               |               | 8             |               |               |
| Гран-при Франции         |               | 8             |               |               |               |               |
| CS Nebelhorn Trophy      |               | 14            |               |               |               | 15            |
| CS Warsaw Cup            |               |               |               | 12            |               |               |
| CS Мемориал Непелы       | 6             |               |               |               |               |               |
| Bavarian Open            |               |               | 3             | 4             |               |               |
| Open Ice Mall Cup        |               |               | 2             |               |               |               |
| Volvo Open Cup           |               | 1             |               |               |               |               |
| Кубок Ниццы              | 5             | 4             |               |               |               |               |
| Национальные             |               |               |               |               |               |               |
| Чемпионат Великобритании | 1             | 1             | 1             | 1             |               | 2             |

### Одиночное катание
| Соревнования                | 93/94         | 94/95         | 95/96         | 96/97         | 97/98         | 98/99         | 99/00         | 00/01         | 01/02         | 15/16         |
| Международные               | Международные | Международные | Международные | Международные | Международные | Международные | Международные | Международные | Международные | Международные |
| --------------------------- | ------------- | ------------- | ------------- | ------------- | ------------- | ------------- | ------------- | ------------- | ------------- | ------------- |
| Чемпионат мира              |               |               |               | 35            |               |               |               | 31            |               |               |
| Чемпионат Европы            |               |               |               |               |               |               |               | 17            |               |               |
| Гран-при Канады             |               |               |               |               |               | 11            |               |               |               |               |
| Triglav Trophy              |               |               |               |               |               |               |               |               |               | 4             |
| Finlandia Trophy            |               |               |               |               |               |               |               |               | 13            |               |
| Золотой конёк Загреба       |               |               |               |               |               |               |               | 5             | 11            |               |
| Nebelhorn Trophy            |               | 20            |               |               | 11            | 9             |               |               |               |               |
| Мемориал Карла Шефера       |               |               |               |               | 6             |               |               |               |               |               |
| Международные среди юниоров |               |               |               |               |               |               |               |               |               |               |
| Чемпионат мира              |               |               | 22            | 18            |               |               |               |               |               |               |
| Grand Prix St. Gervais      |               |               | 10            | 10            |               |               |               |               |               |               |
| ЕЮОФ                        |               | 7             |               |               |               |               |               |               |               |               |
| Украинский сувенир          | 5             |               |               |               |               |               |               |               |               |               |
| Национальные                |               |               |               |               |               |               |               |               |               |               |
| Чемпионат Великобритании    |               | 2             | 2             | 2             |               | 3             | 2             | 1             | 1             | 2             |